# Дивинка
Дивинка (слч. Divinka) насељено је мјесто са административним статусом сеоске општине (слч. obec) у округу Жилина, у Жилинском крају, Словачка Република.

## Становништво
| Година:    | 1994. | 2004.   | 2014.    | 2024.   |
| ---------- | ----- | ------- | -------- | ------- |
| Број људи: | 793   | 851     | 1040     | 1015    |
| Разлика:   |       | +7,31 % | +22,20 % | -2,40 % |

| Година:    | 2023. | 2024.   |
| ---------- | ----- | ------- |
| Број људи: | 1013  | 1015    |
| Разлика:   |       | +0,19 % |

Према подацима о броју становника из 2024. године насеље је имало 1015 становника.